# سکویا (سرده)
سکویا  (نام علمی: Sequoia) نام یک سرده از خانواده سرویان است.